# Mario Nava
Mario Nava (Milano, 19 ottobre 1966) è un economista e dirigente pubblico italiano, alto funzionario della Commissione europea. Ha ricoperto anche la carica di presidente della Consob dal 16 aprile 2018 al 13 settembre 2018.

## Biografia
Dopo la maturità classica, conseguita nel 1985 presso il liceo classico "Tito Livio" di Milano con una votazione di 58/60, nel 1989 ha conseguito la laurea in economia all'Università Bocconi, nel 1992 una laurea specialistica all'Università cattolica di Lovanio in Belgio, e nel 1996 un dottorato in finanza alla London School of Economics.
Dal 2004 al 2018 è stato direttore d'unità e poi direttore di uno dei cinque dipartimenti alla direzione generale per le finanze presso la Commissione europea (DG Markt/DG FISMA).
Nel dicembre 2017 viene designato dal governo Gentiloni alla presidenza della Consob. Nel 2018 diviene presidente della Consob, ricorrendo all'istituto giuslavoristico del distacco (al posto invece dell'aspettativa) rispetto alla sua posizione presso la Commissione europea.
Si dimette dall'incarico italiano il 13 settembre 2018 in seguito a divergenze col Governo Conte I e per ragioni di incompatibilità con il ruolo in Commissione europea. Nava contesta una matrice politica in tale orientamento e afferma che la posizione era stata ritenuta legittima dalla Commissione europea, dalla Corte dei Conti, dalla Presidenza del Consiglio e dalla Presidenza della Repubblica.